# 大韓體育會
大韓體育會（韓語：대한체육회）是大韓民國的國家奧林匹克委員會。該組織成立於1920年。由於當時朝鮮半島是日本的殖民地，因此，半島的運動員是以日本的名義參與奧運會。1948年，韓國首次以獨立國家的身份參與在英國倫敦舉行的夏季奧運會。
2000年6月，南北韓進行朝韓首腦會談，兩國的奧林匹克委員會同意在數個月後舉行的奧運會的開幕式共同入場。此後，兩國先後在2004年的雅典奧運會、2005年東亞運動會、2006年冬季奧運會等數個國際綜合運動會同時入場。
現時，大韓體育會的總部設在大韓民國首都首爾，現任會長是柳承敏。

## 資料來源
1. ↑  .   [2014-02-03]. （原始内容存档于2020-04-17）.
2. ↑  "朝韓兩國體育交流進程盤點" （页面存档备份，存于） 《新華社》 2013 7